# Oncorhynchus ishikawai

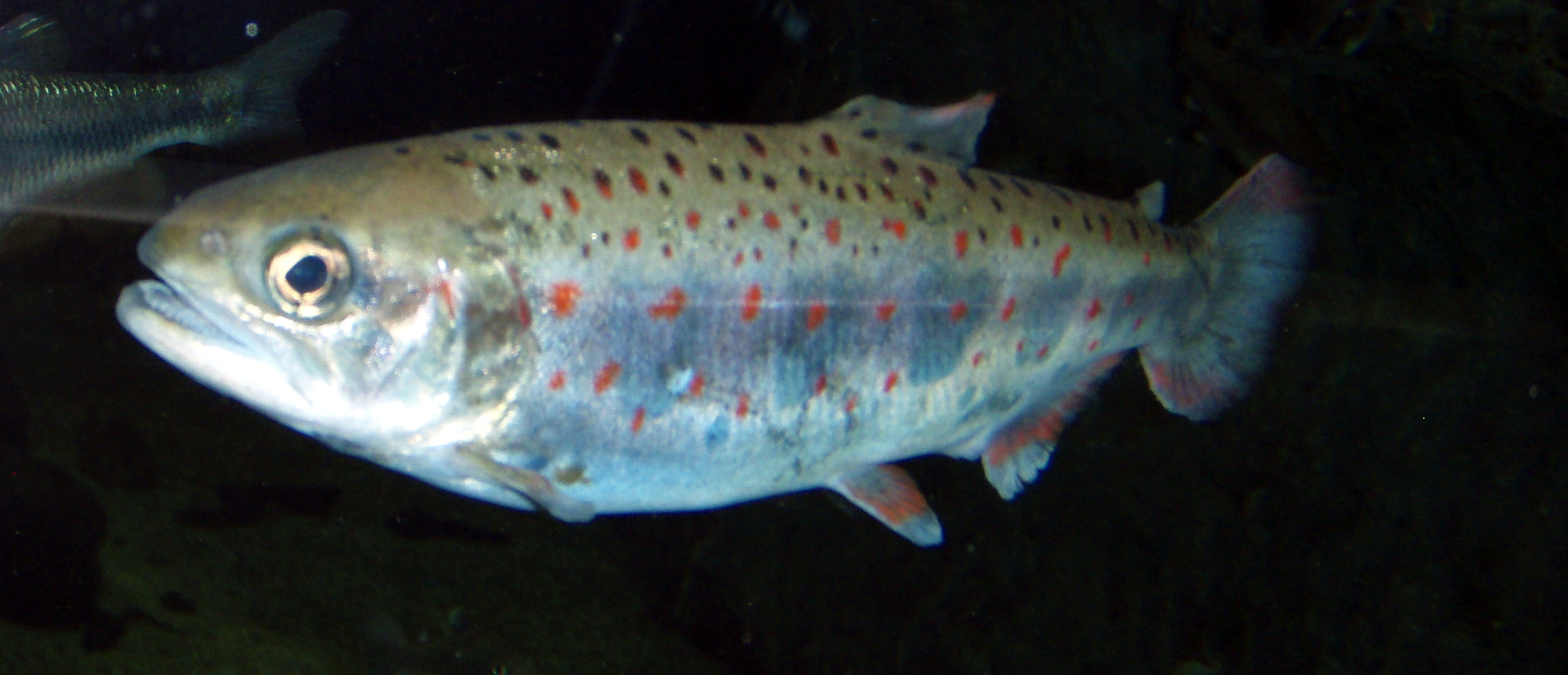

Oncorhynchus ishikawai é uma espécie de peixe da família Salmonidae.
É endémica de Japão.